# 市川雅敏
市川雅敏（日语：／ Ichikawa Masatoshi，1961年1月11日—），东京都出身，日本前男子自行车运动员。他曾代表日本参加1982年亚洲运动会自行车比赛，获得一枚银牌。退役后经营自行车店。